# Collotheca gosseii
Collotheca gosseii is een raderdiertjessoort uit de familie Collothecidae. De wetenschappelijke naam van deze soort is voor het eerst geldig gepubliceerd in 1892 door Hood.